# ریچارد هیجمن
ریچارد هیجمن (انگلیسی: Richard Hageman؛ ۹ ژوئیهٔ ۱۸۸۱ – ۶ مارس ۱۹۶۶) یک موسیقی‌دان اهل ایالات متحده آمریکا بود. وی بین سال‌های ۱۸۹۹ تا ۱۹۵۴ میلادی فعالیت می‌کرد.
وی همچنین برنده جوایزی همچون جایزه اسکار بهترین موسیقی فیلم شده‌است.

## فیلم‌شناسی
- دلیجان (۱۹۳۹)
- سفر دریایی طولانی به خانه (۱۹۴۰)
- فراری (۱۹۴۷)
- دژ آپاچی (۱۹۴۸)
- سه پدرخوانده (۱۹۴۸)
- او یک روبان زرد بست (۱۹۴۹)
- Wagon Master (۱۹۵۰).

## مرگ
او حامی ملی دلتا اومیکرون ، یک انجمن موسیقی حرفه ای بین المللی بود.  او در سن 84 سالگی در بورلی هیلز درگذشت .